# 羽塚由
羽塚 由（はねづか とおる、1964年2月4日 - ）は、元NHKアナウンサー。

## 概要
- 群馬県立桐生高等学校→早稲田大学卒業後、1987年にNHK入局。
- 趣味は、プロレス談義・読書・ベランダ菜園・温泉巡り等。
- 座右の銘は「散りぬべきとき知りてこそ　花は花なれ人も人なれ」（細川ガラシャの辞世の句）。
- 2022年現在、不定期でラジオニュースを担当している。

## 過去の担当番組
- 岩手県のニュース・中継・リポート
- 山梨県のニュース・中継・リポート
- 宮城県・東北地方のニュース
- アナウンサーのディープな夜（2017年6月26日、『プロレス バックドロップの最高の使い手は?』、プレゼンターとして）[5]
- 未来への教室（ナレーション 2000年11月11日、11月18日）